# Radio Cité (Genève)
 (janvier 2022).
Si vous disposez d'ouvrages ou d'articles de référence ou si vous connaissez des sites web de qualité traitant du thème abordé ici, merci de compléter l'article en donnant les références utiles à sa vérifiabilité et en les liant à la section « Notes et références ».
Pour les articles homonymes, voir Radio Cité.
Radio Cité est une radio locale non commerciale genevoise créée en 1984.

## Histoire
Radio Cité commence ses émissions le 19 mai 1984, en OUC sur 91.8 MHz, comme émanation des trois Églises officiellement reconnues dans le canton de Genève (Église Catholique Romaine, Église Catholique Chrétienne, Église Nationale Protestante). Elle est alors la première radio locale à Genève.
En proie à d'insurmontables difficultés financières, elle est contrainte de cesser ses émissions après quelques mois d'existence. Un petit groupe de volontaires choisit la voie associative et imagine un fonctionnement basé sur un personnel bénévole, l'automatisation technique permettant de poursuivre la diffusion des programmes en dehors des heures - réduites - de présence des animateurs. La station fonctionnera désormais avec des moyens très réduits, mais les émissions reprennent quelques semaines plus tard.
En juin 2007, la survie de Radio Cité est menacée par de graves soucis financiers dus essentiellement à un manque d'apport régulier de trésorerie ; la presse locale s'en fait l'écho et une souscription publique est lancée
Le 14 novembre 2007 la presse annonce que la radio est sauvée. La Fondation des Chênes, créée par Viviane de Witt, s'empare de la radio et assure ainsi son financement, sans toutefois modifier l'esprit de la radio. Alexandre Marcellin devient directeur des programmes. Le but étant de faire pareil en mieux, elle restera donc une radio associative, sans but commercial et sans publicité
Le 11 janvier 2024, au terme d'une procédure de consultation ayant duré huit mois, l'Office fédéral de la communication (OFCOM) annonce le retrait de la concession de radiodiffusion de Radio Cité pour la période 2025-2034, au profit de sa concurrente Radio Vostok,.
En février 2025, radio cité cesse d'émettre définitivement.

## Fonctionnement

1er logo, années 1984-1986

2e logo, années 1986-2006 (ici version 1996 et après : 92.2FM)

3e logo, année 2006

À la suite d'une réorganisation des fréquences de la bande OUC (FM) dans la région genevoise, intervenue en 1996, Radio Cité se voit octroyer la fréquence de 92.2 MHz. Son émetteur, situé dans les combles de la station supérieure du téléphérique du Salève, couvre l'ouest du bassin genevois, c'est-à-dire la région comprise entre le Genevois et Nyon, avec une puissance ERP de 1000 watts.
Radio Cité emploie une douzaine de salariés, la plupart à temps partiel. Le reste de son personnel est constitué par un grand nombre d'animateurs ou de chroniqueurs bénévoles, ainsi que par des demandeurs d'emploi en occupation temporaire. Radio Cité engage et forme régulièrement de nouveaux collaborateurs sans formation préalable dans le domaine de la radiodiffusion.
La programmation musicale de la station mise sur les grands succès de la pop, variété et de la chanson française des années 1980 à nos jours.